# Lee Jung-su
Lee Jung-su, né le 30 novembre 1989 à Séoul, est un patineur de vitesse sur piste courte sud-coréen.

## Carrière
En mai 2010, il est interdit de compétition pour trois ans par la fédération coréenne de patinage pour avoir truqué des résultats de courses. Son coéquipier Kwak Yoon-gy reçoit la même sanction. Après avoir fait appel, leur punition est réduite à six mois chacun d'arrêt, mais leur entraîneur Jeon Jae-Mok reçoit une interdiction définitive d'exercer.

## Palmarès

### Jeux olympiques
| Épreuve / Édition | Vancouver 2010 |
| 1000 m            | Or             |
| 1500 m            | Or             |
| Relais 5000 m     | Argent         |